# Comuna Bilbor, Harghita
Bilbor (în maghiară Bélbor) este o comună în județul Harghita, Transilvania, România, formată din satele Bilbor (reședința) și Răchitiș.

## Demografie
Componența etnică a comunei Bilbor
     Români (92,74%)
     Alte etnii (0,39%)
     Necunoscută (6,87%)
Componența confesională a comunei Bilbor
     Ortodocși (92,44%)
     Alte religii (0,34%)
     Necunoscută (7,22%)
Conform recensământului efectuat în 2021, populația comunei Bilbor se ridică la 2.328 de locuitori, în scădere față de recensământul anterior din 2011, când fuseseră înregistrați 2.638 de locuitori. Majoritatea locuitorilor sunt români (92,74%), iar pentru 6,87% nu se cunoaște apartenența etnică. Din punct de vedere confesional, majoritatea locuitorilor sunt ortodocși (92,44%), iar pentru 7,22% nu se cunoaște apartenența confesională.

## Politică și administrație
Comuna Bilbor este administrată de un primar și un consiliu local compus din 11 consilieri. Primarul, Ilie-Daniel Hângan[*], de la Partidul Național Liberal, este în funcție din octombrie 2020. Începând cu alegerile locale din 2024, consiliul local are următoarea componență pe partide politice:
|  | Partid                    | Consilieri | Componența Consiliului | Componența Consiliului | Componența Consiliului | Componența Consiliului | Componența Consiliului | Componența Consiliului | Componența Consiliului | Componența Consiliului |
|  | ------------------------- | ---------- | ---------------------- | ---------------------- | ---------------------- | ---------------------- | ---------------------- | ---------------------- | ---------------------- | ---------------------- |
|  | Partidul Național Liberal | 8          |                        |                        |                        |                        |                        |                        |                        |                        |
|  | Partidul Social Democrat  | 3          |                        |                        |                        |                        |                        |                        |                        |                        |

## Personalități născute aici
- Octavian C. Tăslăuanu (1876 - 1942), scriitor, publicist;
- Horațiu Giurgiu (1938 - 2024), baschetbalist, antrenor;
- Ignatie Trif (n. 1976), episcop ortodox.